# Macruromys elegans
Macruromys elegans és una espècie de mamífer rosegador de la família dels múrids. És endèmic d'Indonèsia, on viu a altituds d'entre 1.400 i 1.800 msnm. El seu hàbitat natural probablement són els boscos montans. Es desconeix si hi ha cap amenaça significativa per a la supervivència d'aquesta espècie. El seu nom específic, elegans, significa ‘elegant’ en llatí.